# Тинькофф (пивоваренная компания)

Ресторан «Тинькофф» в Сочи

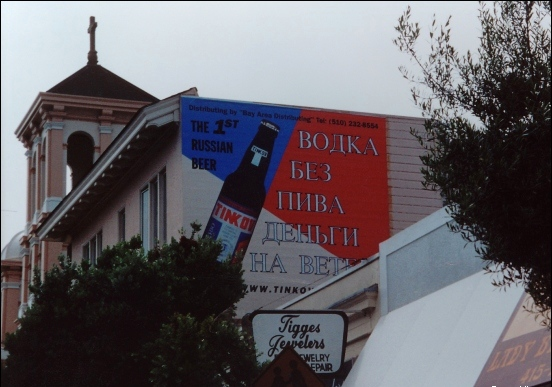
Реклама пива «Тинькофф» в Сан-Франциско

«Тинько́фф» — пивоваренная компания из Санкт-Петербурга, основанная бизнесменом Олегом Тиньковым в 1998 году, а также сеть ресторанов с мини-пивоварнями в девяти городах России.
В июле 2005 года убыточная пивоваренная компания была куплена компанией InBev.
Затем в 2008 году Олег Тиньков продал сначала 30 % сети ресторанов шведскому фонду Mint Capital, а в сентябре 2009 года оставшиеся 70 % этому же фонду, полностью расставшись с пивоваренным бизнесом.